# Matteo Bruni
Matteo Bruni (ur. 23 listopada 1976 w Winchesterze w Wielkiej Brytanii) – włoski lingwista i tłumacz, dyrektor Biura Prasowego Stolicy Apostolskiej.

## Życiorys
Dzieciństwo spędził w Wielkiej Brytanii, USA i Australii. Ostatnie lata szkolne spędził we Włoszech po powrocie z rodzicami do Rzymu. Ukończył studia językoznawcze z zakresu zagranicznej literatury nowożytnej i współczesnej na Uniwersytecie Rzymskim „La Sapienza”. Został tłumaczem. Od lipca 2009 pracuje w Biurze Prasowym Stolicy Apostolskiej. Od grudnia 2013 był odpowiedzialny za organizację i towarzyszenie dziennikarzom przyjętym na lot papieski z okazji podróży papieża poza Włochy. Jest zaangażowany w działania wspólnoty Sant’Egidio na rzecz ubogich i emigrantów.
18 lipca 2019 otrzymał nominację na stanowisko dyrektora Biura Prasowego Stolicy Apostolskiej obejmując ten urząd z dniem 22 lipca 2019 roku. Bruni jest pierwszym w historii rzecznikiem prasowym papieża, który nie jest dziennikarzem od czasów reorganizacji Biura przez Joaquína Navarro-Vallsa.
Jest żonaty i ma córkę. Oprócz włoskiego włada językiem angielskim, hiszpańskim i francuskim.